# Aricidea rubra
Aricidea rubra är en ringmaskart som beskrevs av Hartman 1963. Aricidea rubra ingår i släktet Aricidea och familjen Paraonidae. Inga underarter finns listade i Catalogue of Life.